# Аллан Ентоні Костлі
Аллан Ентоні Костлі (ісп. Allan Anthony Costly, нар. 13 грудня 1954, Тела) — гондураський футболіст, що грав на позиції захисника.
Виступав, зокрема, за клуби «Малага» та «Олімпія», а також національну збірну Гондурасу.

## Клубна кар'єра
Виступав за гондураські команди «Тела Тімса» та «Реал Еспанья», в яких провів більшість кар'єри і тричі став чемпіоном країни. Також у сезоні 1982/83 виступав за іспанську «Малагу», але зіграв лише 6 ігор Прімери.

## Виступи за збірні
У 1977 році Костлі був включений до заявки молодіжної збірної Гондурасу на молодіжний чемпіонаті світу в Тунісі, але команда не подолала груповий етап.
У складі національної збірної Гондурасу був учасником чемпіонату світу 1982 року в Іспанії, де зіграв у всіх трьох іграх групового етапу проти Іспанії (1:1), Північної Ірландії (1:1) та Югославії (0:1), а його команда не подолала груповий етап.

## Досягнення
- Чемпіон Гондурасу: 1980, 1988, 1990/91
- Переможець Чемпіонату націй КОНКАКАФ: 1981
- Срібний призер Чемпіонату націй КОНКАКАФ: 1985

## Особисте життя
Його син, Карло Костлі, також став футболістом і виступав у збірній Гондурасу на чемпіонаті світу 2014 року.